# René Higuita
José René Higuita Zapata (Medellín, 27 augustus 1966) is een voormalig Colombiaans profvoetballer die speelde als doelman. Higuita speelde achtenzestig interlands voor het Colombiaanse nationale elftal, waarvoor hij drie keer scoorde. Higuita staat bekend om zijn excentrieke speelstijl, waarbij hij vaak (onnodige) risico's nam en soms zelf mee ten aanval trok en vaak scoorde. Hierdoor kreeg hij de bijnaam El Loco (de gek). Beroemd is zijn Escorpión, de spectaculaire redding die hij uit tegen Engeland op Wembley voor het eerst uitvoerde.

## Clubvoetbal
Higuita begon zijn sportieve carrière in de jeugd van Atlético Nacional in zijn geboortestad Medellín. Zijn officiële debuut op het hoogste niveau maakte hij echter in 1985 bij Millonarios, waaraan de doelman was uitgeleend door Atlético Nacional. In 1986 keerde de doelman weer terug bij zijn oude club, waarmee hij de daaropvolgende jaren grote successen zou behalen. In 1989 wist Atlético Nacional, met Higuita in het doel, als eerste Colombiaanse club de Copa Libertadores te winnen. De finale tegen Olimpia uit Paraguay werd beslist door strafschoppen en Higuita wist verschillende penalty’s te stoppen.
In 1992 vertrok Higuita voor een korte en niet erg succesvolle periode naar Real Valladolid in Spanje. Hij belandde al snel op de bank en keerde snel weer terug naar Atlético Nacional. In 1995 haalde hij met deze club opnieuw de finale van de Copa Libertadores, al ging deze verloren tegen Grêmio uit Brazilië.
De daaropvolgende jaren speelde Higuita voor Tiburones Rojos in Mexico (1997-1998), Medellín (1999-2000), Real Cartagena (2000-2001) en Atlético Junior (2001-2002). Nadat hij in 2002 bij een dopingcontrole betrapt werd op het gebruik van cocaïne vertrok de doelman, na zijn schorsing, naar Aucas in Ecuador. Hier werd hij in 2004 nogmaals betrapt op het gebruik van cocaïne. Vanwege de schorsing die hierop volgde beëindigde hij zijn carrière.
Op zondag 5 augustus 2007 maakt hij zijn rentree bij de Venezolaanse promovendus Guaros de Lara, de tegenstander was Monagas en de wedstrijd eindigde in een 2-2 gelijkspel. In 2008 ging hij spelen voor Deportivo Rionegro op het tweede niveau in Colombia.
Higuita speelde gedurende zijn carrière in totaal zestig duels (vijf goals) in de Copa Libertadores.

## Nationaal elftal
Onder leiding van bondscoach Francisco Maturana speelde Higuita zijn eerste interland voor het Colombiaanse elftal op 11 juni 1987; een oefenduel tegen Ecuador (1-0) aan de vooravond van de strijd om de Copa América. Andere debutanten in die wedstrijd waren Juan Jairo Galeano, Mario Coll, Alexis Mendoza, John Jairo Tréllez, Luis Fernando Herrera en Luis Carlos Perea.
In 1990 speelde Higuita met het nationale elftal op het WK 1990 in Italië. Hij baarde opzien met zijn speelstijl als meevoetballende keeper en Colombia wist de achtste finales te halen. Maar in de wedstrijd in de achtste finale tegen Kameroen was een blunder van Higuita, die halverwege zijn eigen helft de bal verloor aan Roger Milla, mede de oorzaak van de uitschakeling van Colombia. Op het WK 1994 kwam Higuita niet in actie doordat hij de voorbereiding moest missen door een gevangenschap van zeven maanden.

### Acrobatische acties
Op 6 september 1995, in de vriendschappelijke interland Engeland – Colombia, redde hij een bal die over hem heen dreigde te gaan, door zelf naar voren te springen en de bal achter zijn rug om met zijn hakken uit het doel te trappen. De beelden gingen de hele wereld over en kwam de techniek bekend te staan onder de naam El Escorpión (de schorpioen). Op zijn afscheidswedstrijd, met een selectie van Antioquia tegen "Vrienden van René" herhaalde hij zijn kunstje, alvorens uit een vrije trap zijn laatste doelpunt te scoren.
In 1999 speelde Higuita zijn laatste interland. In totaal kwam hij 69 keer uit voor het nationale elftal en wist hij drie keer tot scoren te komen.

## Doping
In 2002 werd hij voor de eerste maal positief getest toen hij speelde in de Colombiaanse competitie. Bij hem werden sporen van cocaïne aangetroffen. Ook de contra-expertise toonde dat aan. Hij kreeg een schorsing van zes wedstrijden. Twee jaar later werd hij voor de tweede keer gepakt en voor een jaar geschorst.

## Persoonlijk leven
Higuita werd in 1966 geboren in een arme wijk van Medellín. Hij was de zoon van een alleenstaande moeder, die een paar jaar na zijn geboorte overleed. Hij werd opgevoed door zijn grootmoeder en zijn jeugd stond in het teken van grote economische problemen. Zijn talent als keeper werd ontdekt toen hij op schooltoernooi inviel toen de doelman geblesseerd uitviel.
In de jaren negentig was Higuita vaak in het nieuws en niet altijd vanwege zijn prestaties op het veld. In 1991 bezocht hij Pablo Escobar in de gevangenis en verklaarde hij openlijk bevriend te zijn met de drugsbaron. In 1993 werd hij gearresteerd, in verband met betrokkenheid bij een ontvoering door een drugskartel. Hij verbleef zeven maanden in de gevangenis en werd vervolgens zonder aanklacht weer vrijgelaten. Door zijn opsluiting was hij niet op tijd fit voor het WK voetbal 1994.
In 2005 deed Higuita mee aan de realityshow "La isla de los famosos: Una aventura pirata" en het vervolg hierop "La gran apuesta", beide Colombiaanse versies van Expeditie Robinson. Daarnaast deed hij later dat jaar ook mee aan het televisieprogramma "Cambio Extremo" waarin hij een extreme make-over kreeg.

## Erelijst
Als speler
 Atlético Nacional
- CONMEBOL Libertadores: 1989
- Copa Interamericana: 1990, 1997
- Categoría Primera A: 1991, 1994

Als keeperstrainer
 Al-Nassr
- Saudi Professional League: 2014
- Beker van de kroonprins van Saoedi-Arabië: 2014

Individueel als speler
- Zuid-Amerikaans Team van het Jaar: 1989, 1990
- Golden Foot Legends Award: 2009